# Toyota Corona
Der Toyota Corona (japanisch: コロナ) ist ein PKW-Modell des japanischen Herstellers Toyota Motor Corporation.
1957 wurde der Corona erstmals in Japan auf den Markt gebracht. Er entwickelte sich zu einem Welterfolg.

## Modellübersicht

### Toyopet Corona (T10)
Der im Juli 1957 noch unter dem Markennamen Toyopet eingeführte Corona rangierte unterhalb seines Schwestermodells Toyopet Crown und war wegen seines relativ niedrigen Preises seinerzeit in Japan populär und verbreitet. Hauptkonkurrent war der Datsun Bluebird.
Erhältlich war der Corona in der S-Version. Angeboten wurde er nur mit einem Ottomotor, der einen Hubraum von 995 cm³ und eine Leistung von 33 PS hatte. Die Höchstgeschwindigkeit lag bei 90 km/h. Kombiversionen des Corona waren ebenfalls lieferbar. Diese bauten auf den Plattformen ST16 und PT16 auf.
1958 bekam der Corona verchromte Türgriffe. Eine weitere Änderung unternahm man bei der Motorhaube. Diese erhielt einen spitz zulaufenden Haubenaufsatz, der ebenfalls aus Chrom bestand.
Im Oktober 1959 ersetzte Toyota den alten 33-PS-Motor und setzte nun einen Motor mit einem Hubraum von 997 cm³ sowie einer Leistung von 45 PS ein. Die neue Modellvariante stufte man als P-Modell ein. Mit dem neuen Motor erreichte der Corona eine Höchstgeschwindigkeit von 105 km/h. Zur gleichen Zeit wurde auch der Frontgrill neu gestaltet. In einer weiteren Änderung setzte Toyota nun keine Rücksitze mehr ein, sondern verwendete von nun an Rücksitzbänke. Dies ermöglichte den Transport von fünf Personen, einer Person mehr als in den bisher gebauten Modellen. Im April 1960 wurde der Corona T10 abgelöst und durch die T20-Generation ersetzt.
Die Konkurrenz zwischen dem Toyota Corona und dem Datsun Bluebird zwischen 1959 und 1967 wird als BC war bezeichnet. Dabei war Nissan stärker auf Technologie fokussiert, während Toyota den Schwerpunkt auf Marketing und später durch Qualitätszirkel auch auf Zuverlässigkeit legte. Es werden ein erster und ein zweiter BC war unterschieden. 
Der erste begann 1959 und endete mit einer Niederlage Toyotas. Der zweite begann 1963 und endete 1966 mit einer Niederlage Nissans, als Toyota seinen Konkurrenten auf den Exportmärkten überholte.

### Toyopet Corona (T20)
Der zweite Corona kam im April 1960 auf den Markt. Um das Modell auch bei anderen Kundenkreisen beliebt zu machen, erweiterte Toyota das Corona-Segment um eine Pick-up-Variante namens CoronaLine.

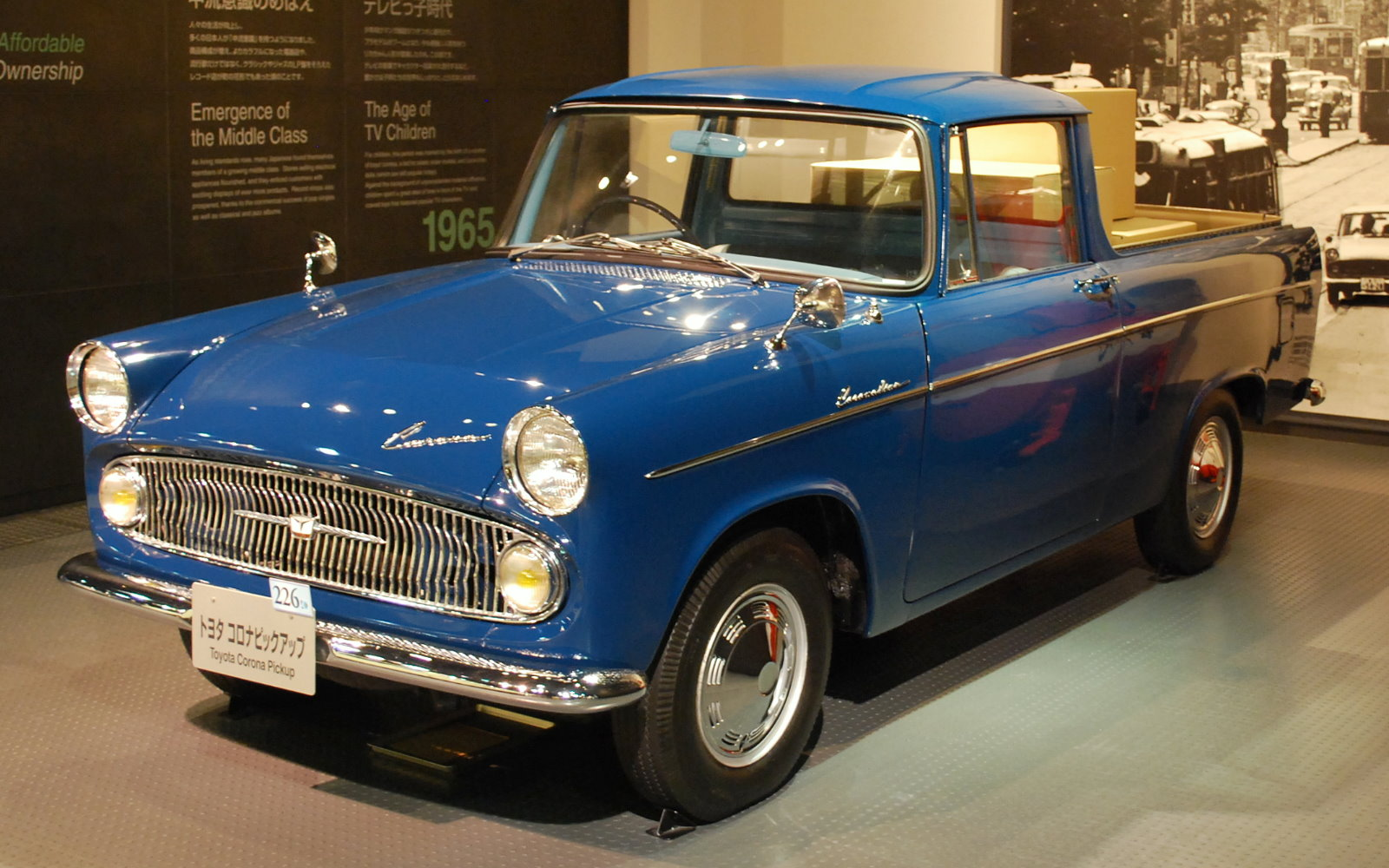
Toyopet CoronaLine

Als Beispiel für das ein neues Design plante Toyota nach europäischen Designmustern. Als Vorlage nahm man sich englische Ford-Modelle sowie französische PKW der Marke Renault. In Kombination einiger dieser Stile entstand dann schließlich der neue Corona.
Es wurde nun auch ein eigenständiges Modellemblem für den Corona eingeführt. Dieses befand sich im Motorhaubendiadem. Vorher zierte das Kronensymbol des Schwesternmodells Crown den Corona.
Um für Fahrkomfort zu sorgen, hat Toyota bei dem Modellwechsel auch ein Automatikgetriebe eingeführt. Der Käufer hatte nun die Auswahl zwischen einem manuellen Drei-Gang-Getriebe oder einem Zwei-Gang-Automatikgetriebe. Zur Motorisierung standen dem T20 zwei Motorisierungen zur Auswahl. Geboten war zum einen ein Toyota-P-Motor mit 997 cm³ Hubraum und zum zweiten gab es den stärkeren Toyota-3R-Motor mit einem Hubraum von 1897 cm³.
Eine weitere Neuerung beim Corona T20 war eine Hinterrad-Einzelaufhängung. Bei dieser gab es sehr häufig Probleme. Durch den auf der Straße befindlichen Dreck kam es sehr oft dazu, dass sich dieser in die Aufhängung wickelte und sich die Räder nicht mehr drehen konnten. Bei noch schlimmeren Fällen kam es bei zu starker Beanspruchung sogar zu Materialbrüchen. Im März 1961 löste Toyota dieses Problem, indem die Hinterrad-Einzelaufhängungen durch Blattfedern und eine ellipsenförmige Stahlträgeraufhängung ersetzt wurden. Damit war es nun dem Abfall und Schmutz unmöglich, sich auf eine irgendeine Art im Fahrzeug festzusetzen und erhebliche Schäden zu verursachen. Zur gleichen Zeit erweiterte Toyota die Motorenpalette für den Corona um den Toyota-R-Motor mit einem Hubraum von 1453 cm³.
Den dritten Platz errang Toyota mit einem Toyopet Corona Touring 1600 im Mai 1963 im 1. Grand Prix von Japan. Dort nahm Toyota in der Klasse C-5 mit mehreren Fahrzeugen des Corona-Modells teil.
Der Corona wurde unter zwei verschiedenen Modellnamen exportiert. In den USA wurde das Modell als Toyota Tiara (RT30) in der Stufenheckversion und als Toyota Tiara Station Wagon (T30) in der Kombiversion vertrieben. In Australien und Neuseeland dagegen bekam er den Namen Toyota 1900 (RT26LG). Ein ernstzunehmender Konkurrent war dort der Datsun Bluebird.

### Toyopet/Toyota Corona (T40/T50/T60/T70)
Die dritte Generation des Toyopet/Toyota Corona wurde im September 1964 aufgelegt und löste den T20 ab. Unterdessen entbrannte ein unerbittlicher Kampf zwischen Datsun und Toyota um die Vorherrschaft auf dem heimischen Markt. Dieser wurde von beiden Seiten zumeist über den Weg der Presse ausgefochten und ging letzten Endes als BC-Krieg in die Geschichte ein.

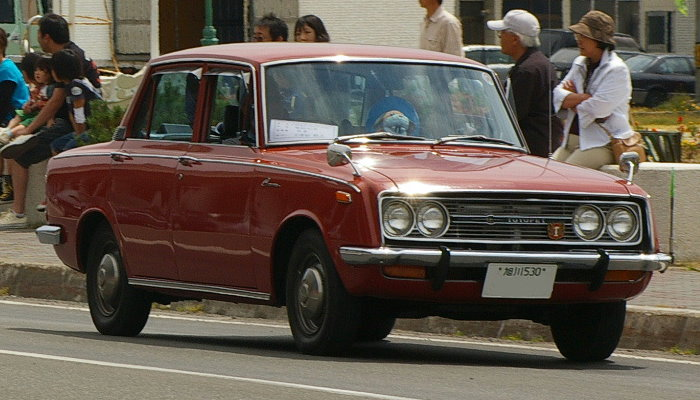
Toyopet/Toyota Corona RT/40

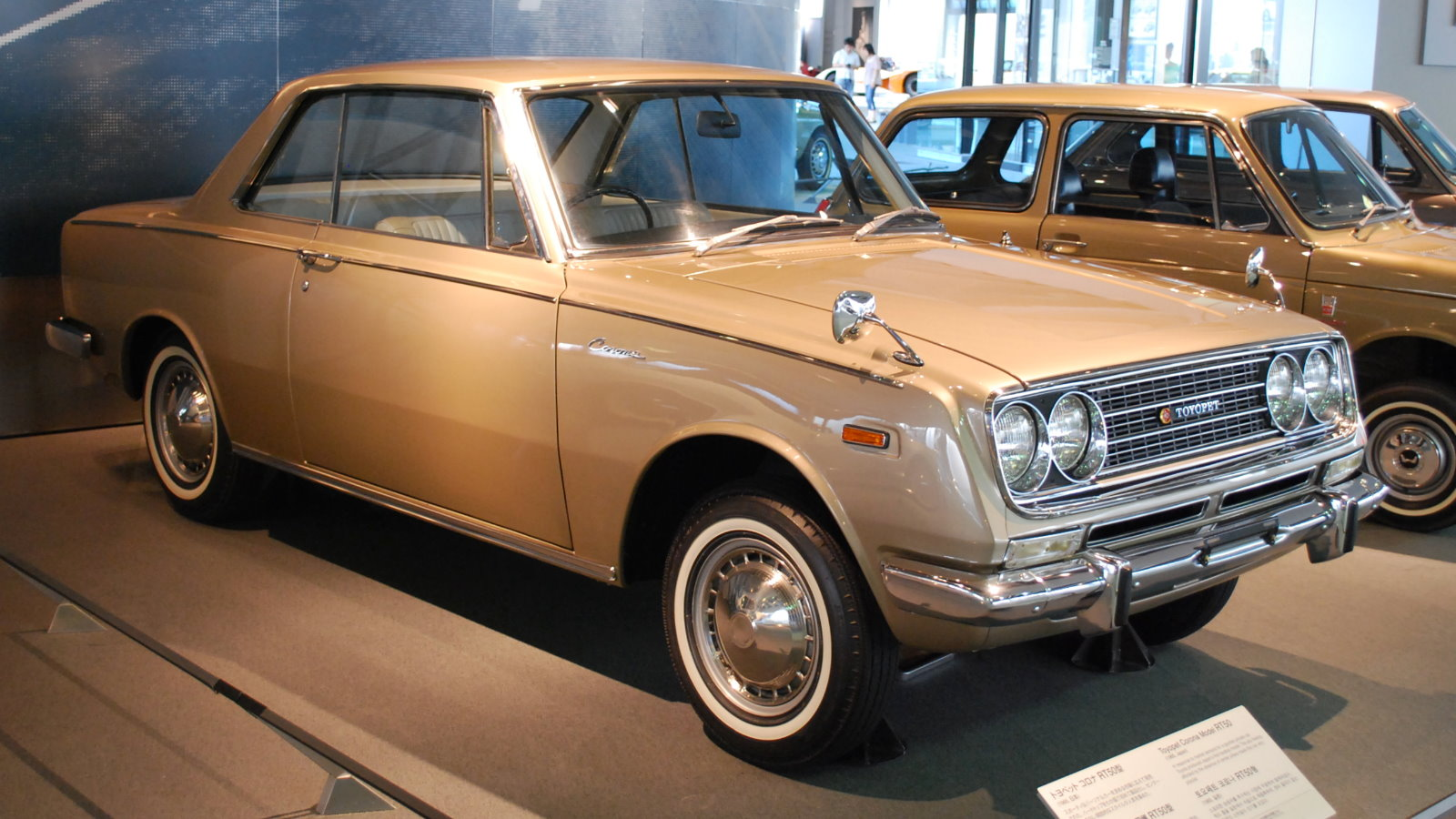
Toyopet/Toyota Corona RT/50

Die Pick-up-Version benannte Toyota mit der neuen Generation einfach zu Corona Clipper um. Die Motorenauswahl wurde vom Vorgänger übernommen.
Im April 1965 ergänze Toyota die Modellreihe um das Sportmodell Corona 1600S (T60). Dieser bekam einen Toyota-4R-Motor mit einem Hubraum von 1587 cm³ und zwei Vergasern. Der neue Motor hatte eine Leistung von 90 PS.
Im Juli erweiterte Toyota dann nochmals sein Modellprogramm. Mit dem Corona RT/40 und dem Corona RT/50 wertete das Unternehmen die Corona-Modellreihe nun wieder zu einem Oberklassenmodell auf.
Eine Markterschließung versuchte man mit dem Corona im November 1965 in Europa. Es wurden alle Corona-Modellversionen auch hier in Europa angeboten. Der geplante Absatz wurde jedoch nicht erreicht, da sich die Fahrzeuge nur sehr schwer verkaufen ließen und Toyota nach wie vor innerhalb Europas noch eine der unbekannten Marken war.
Eine weitere Herausforderung wurden für den Konzern die Einführung internationaler Normen für den Automobilmarkt sowie neue gesetzliche Erlasse in verschiedenen Ländern. So wurde eine Vereinheitlichung der Modelle innerhalb des Konzerns angestrebt. Da bei den Corona-Modellen fast alles einheitlich war, konnte man das Modell dafür als Projektversuch ausnutzen. Tatsächlich gelang es Toyota, mit dem Corona als erste Modellserie eine einheitliche Struktur herauszuarbeiten und das Fahrzeug auch an alle neuen erlassenen Normen und Gesetzesvorlagen anzupassen. Damit war es nun auch möglich, den Corona nach Afrika und Südamerika zu exportieren.
Im Juni des nächsten Jahres erfolgten kleine Abänderungen des Frontgrills. Auch das Interior, sowie Armaturen, Sitzbänke und neue Zierten wurden nun für die weiteren Modell verwendet und die alten dadurch ersetzt.
Der Juni 1967 bescherte der Coronafamilie erneut ein Facelift. Es wurden die Stoßfänger ausgetauscht sowie kleine Abänderung an der Form durchgeführt. Des Weiteren etablierte Toyota nun die Schwestermodellserie Toyopet/Toyota Corona Mark II. Den veralteten Toyota-2P-Motor ersetzte man indessen kurz darauf durch den neuen 3P-Motor mit einem Hubraum von 1350 cm³.
Am 18. August 1967 setzte man die Produktion in den Corona-Produktionshallen (Motomachi) aus und feierte die Herstellung von 80.000 Einheiten.
Toyota knüpfte im April 1968 die Modellserien mit einer übergreifenden Ausstattungsvariante enger. Mit der Golden Series wurden im Innenbereich der gleiche Stil verwendet. Zur Motorisierung wurden bei den Stufenhecklimousinen 7R-Motoren mit 85 PS und bei den Sport- und Coupéfahrzeugen 7R-B-Motoren mit 100 PS eingesetzt.
Ein Generationenwechsel der Corona-Modelle ereignete sich 1970.
Der Toyota Corona wurde zwischen 1966 und 1972 in Südkorea von Shinjin Motors als Shinjin Corona 1500 (신진 코로나) gebaut.

### Toyopet/Toyota Corona (T80)
Die vierte Generation des Corona brachte Toyota im Februar 1970 auf den Markt. Dabei handelte es sich jedoch nicht nur um ein leicht umgestaltetes Modell. Die gesamte Technik im Fahrzeug wurde überarbeitet und auf den aktuellen technischen Stand gebracht.
Toyopet/Toyota Corona
- Silhouette 70 ⇒ Einsteigermodell mit mäßiger Ausstattung
- 1500 ⇒ Modellvariante mit Radio und wahlweise Dekor
- 1500DX ⇒
- 1600SL ⇒
- 1600DX ⇒ Automatikversion mit allen Extras; elektronisch geregelte Einspritzung (ECT)

Im September 1970 wurden folgende Modellversionen hinzugefügt:
- 1700SL ⇒ ausgerüstet mit einem 6R-B-Motor
- 1700DX ⇒ ausgerüstet mit einem 6R-Motor

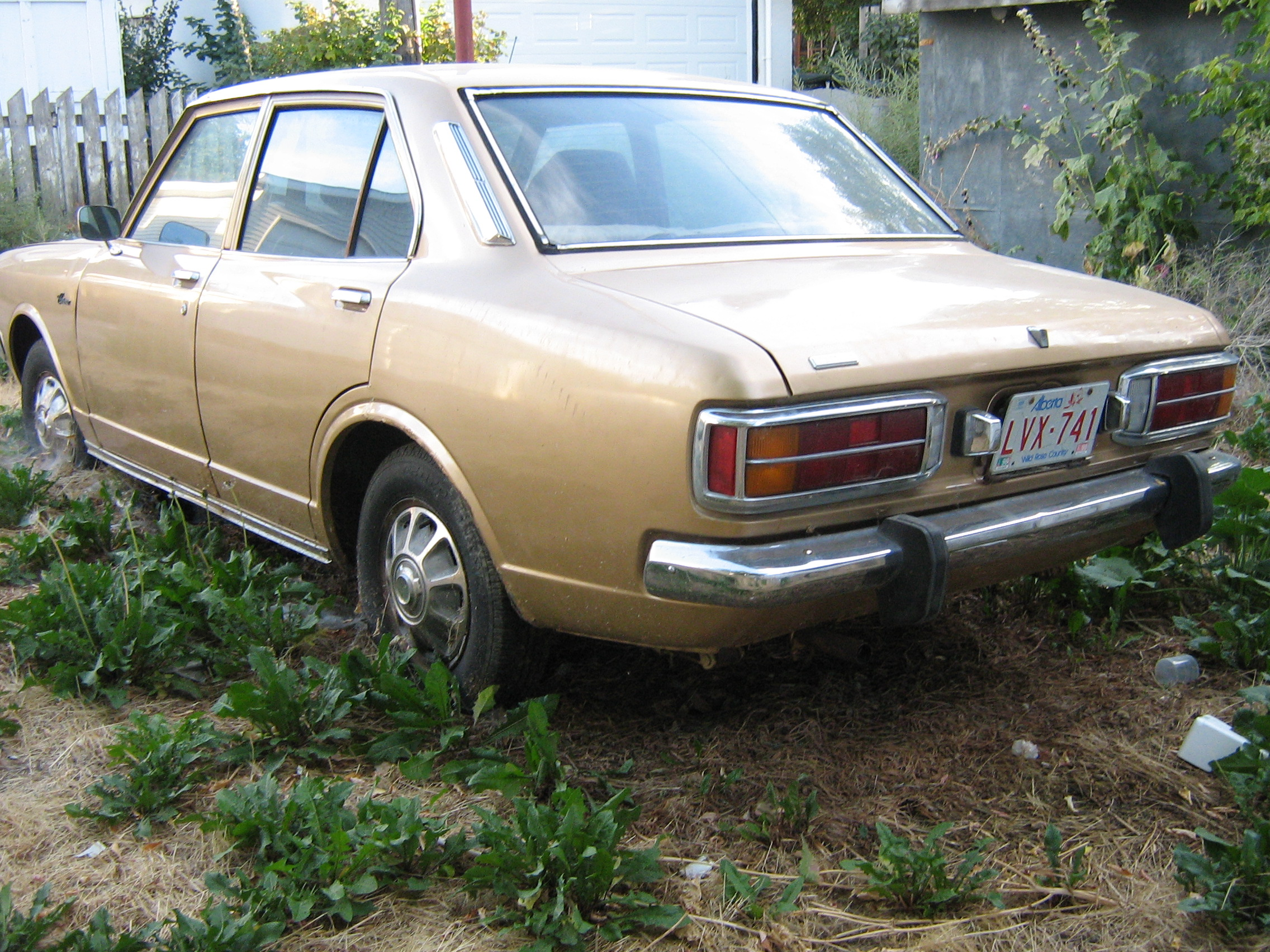
Toyopet/Toyota Corona 1500DX

Eine weitere Neuerung erschien im Februar 1971 mit dem 12R, der einen Hubraum von etwa 1600 cm³ und Leistungen von 86 bis 192 PS hatte. Dieser wurde zur Zeit der Ölkrise einer der beliebtesten Motoren und verhalf dem Corona in den USA und Kanada zu einem für Toyota bis dahin noch nicht gekannten Bekanntheitsgrad.
Ein halbes Jahr hatte Toyota den Corona erneut abgeändert. Interior und Exterior wurden vollkommen verändert. Ein Jahr darauf änderte man schließlich auch den Kühlergrill.
Der Motorenauswahl wurde des Weiteren der 18R-B-Motor mit etwa 2000 cm² hinzugefügt. Dieser wurde jedoch hauptsächlich dem neu etablierten Hardtop und Hardtop-Coupé Corona 2000SR vorbehalten.
Im April 1973 musste die Produktion des Corona auf Grund verschärfter Abgasnormen eingestellt werden und wurde später durch die T100-Generation ersetzt.
In Amerika und in Afrika wurde der Corona T80 lediglich mit 4-zylindrigen Motoren vertrieben. Die 6-Zylinder- und V6-Motoren waren auf Grund einer gigantischen Zahl an Bestellungen Japan, Australien und Europa vorbehalten.

### Toyopet/Toyota Corona (T100/T110/T120)

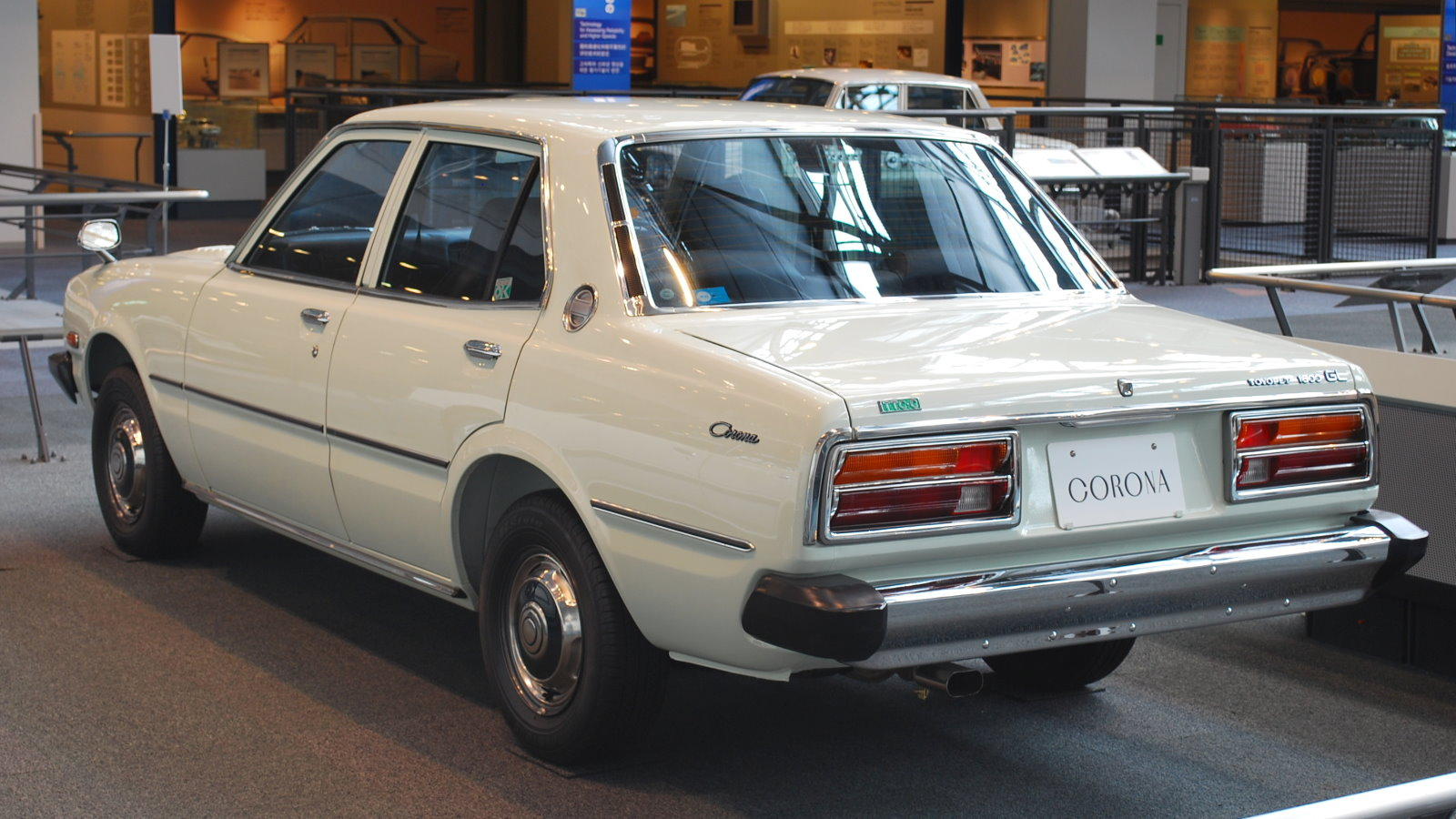
Toyopet/Toyota Corona 1600GL

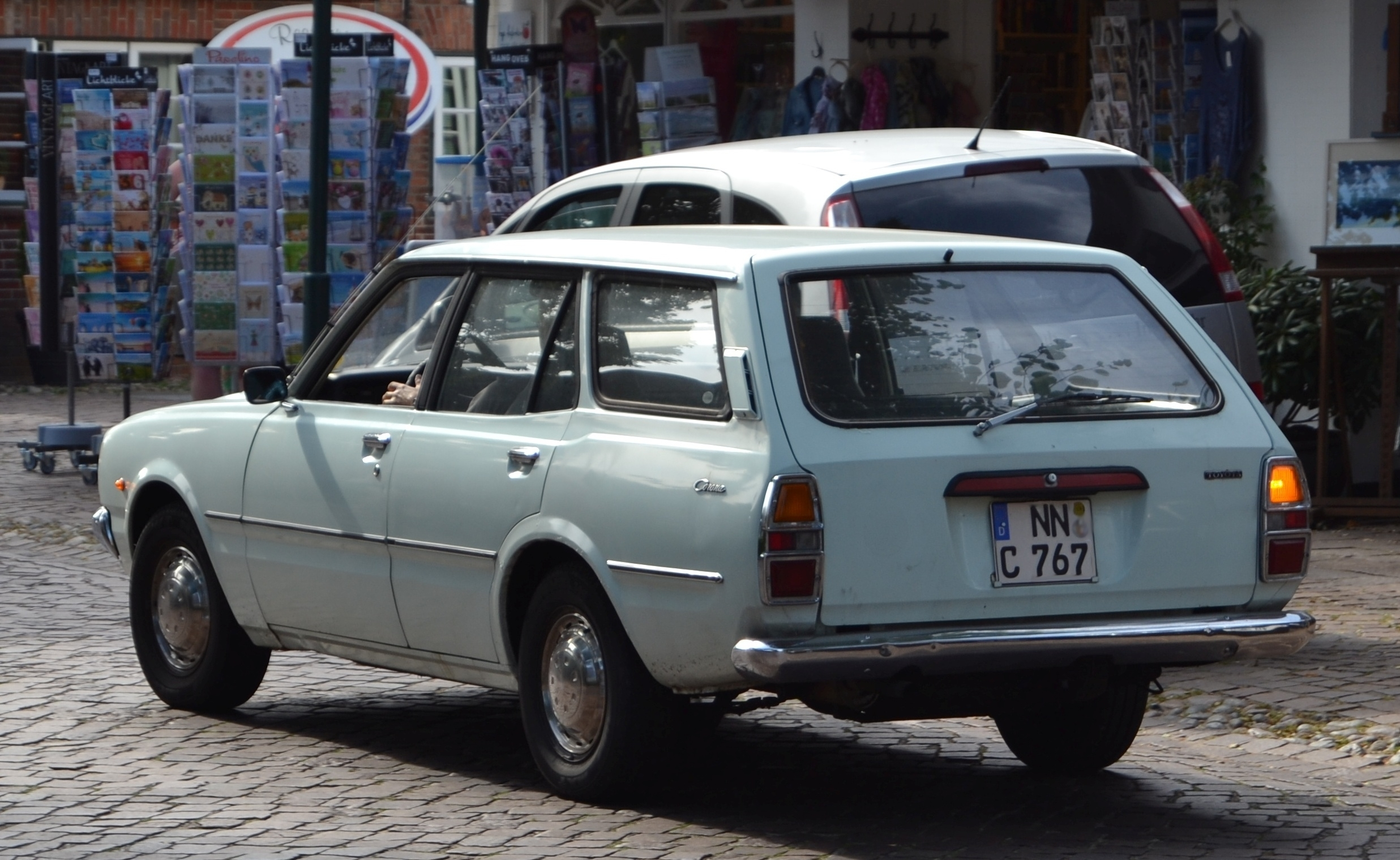
Toyota Corona Station Wagon

Am 31. August nahm die Toyota Motor Corporation im japanischen Werk Motomachi die Produktion des Toyopet/Toyota Corona wieder auf. Die Karosserie des Vorgängers blieb jedoch nahezu unverändert. Dennoch hatte Toyota die lange Pause genutzt. In der Überarbeitung legte Toyota großen Wert auf das Fahrzeugdesign und die Sicherheit von Fahrer und Beifahrer. Die Farbauswahl wurde eingeschränkt sowie viele Chromteile verbaut. Um dem Corona ein sportlicheres Auftreten zu verleihen, verhalf aber besonders die Idee, den Außenrückspiegel etwas nach vorne zu versetzen und im Interior das Armaturenbrett mit allen bis dahin bekannten Instrumenten zu versehen. Des Weiteren wurden optional Schalensitze angeboten. Eine große Auswahl an Extras taten ihr zusätzliches, um das neue Image des Unternehmens über die Landesgrenze hinauszutragen und zu verbessern. Nun war Datsun nicht mehr der einzige Konkurrent in derselben Klasse. Fast weltweit konkurrierte der Corona nun des Weiteren mit Volkswagen Derby, BMW, DAF 55, DAF 66, Volkswagen Golf und Modellen lokaler Lizenzbauten.
Übersicht der Modellversionen:
- 1600GL
- 1600SL
- 1800GL
- 1800SL
- 2000SL
- 2000SR
- 2000GT

Ab Dezember war der Corona 1800DX (Taxi) erhältlich und konnte nach individuellen Wünschen speziell angefertigt werden.
Im Februar 1975 wurden in Japan erneut neue Emissionsvorschriften (TTC-V) erlassen. Da Toyota jedoch keinen entsprechenden Motor für den Corona hatte, musste sich das Unternehmen diese von anderen Herstellern besorgen. Die Wahl des Unternehmens fiel schließlich auf den Honda Thunderstorm mit der CVCC-Technologie. Lediglich der 19R-Motor blieb im neuen Corona 2000DX erhalten.
Für die bereits in Kraft getretenen Abgasvorschriften schaffte es Toyota schließlich im Oktober die passenden Motoren für den Corona zu etablieren. Für die 1600er- und 2000er-Serie standen nun der 2T-U-Motor mit 90 PS und der 2R-U-Motor mit LPG-Technologie und einer Leistung von 70 PS. Für 2000SL und 2000SR wurde hingegen der 18R-GU mit 130 PS angeboten.
Im November schließlich wurde der veraltete 12-R-Motor komplett aus dem Programm genommen und durch den 2T-J ersetzt. Des Weiteren ergänzte Toyota die Corona-Modellpalette mit den Kombis und Panel-Vans 1600 und 1800.
Juni 1976 bekamen die ersten Coronas nach der Erlaubnis der Aufsichtsbehörde zum ersten Mal Katalysatoren eingebaut. Diese waren jedoch nur in der 2000er-Serienmodelle DX, GL und SL optional erhältlich. In Europa waren diese als Standard bereits eingebaut.
Im November 1976 verlor der Corona seinen Rang als beliebtestes Nationalauto in Japan. Zwischen dem Dezember 1973 und dem Oktober 1976 war der Corona das meistverkaufte Automobil in Japan. Viele davon gingen an Behörden wie zum Beispiel Polizei, Feuerwehr und die Post.
Im Januar folgten schließlich geringfügige Änderungen im Exterior und Interior. Für die Sicherheit wurden unter anderem nun bereits als Standard ELR-Sicherheitsgurte eingebaut. Die Taxiversion brachte man nun ebenfalls konform mit der aktuellen Abgasnorm.
Die letzten Veränderungen des Corona T100 nahm Toyota schließlich im Oktober 1977 vor. Sowohl der Innenbereich als auch das Exterior wurde erneut leicht überarbeitet. Um das Image für den Corona aufzubessern etablierte man des Weiteren noch das Hardtop-Coupé Corona 1800MT Doch auch dieser konnte der T100-Generation zu neuen Aufschwung helfen und das Modell wurde schließlich im September 1978 eingestellt.
In Nordamerika (T110/T120) wurde der Corona als Stufenhecklimousine, Kombi und dem Hardtop-Coupé angeboten. Zur Auswahl standen lediglich die 1600er und die 2000er-Variante. Hier hatte das neue Modell größere Heckleuchten und breitere Stoßfänger.

### Toyota Corona (T130)
Sein Debüt hatte der Toyota Corona T130 im September 1978. Zum ersten Mal war nun aber auch der Markenname einheitlich auf Toyota ausgerichtet worden. In Japan wurde der Corona bis dahin als Toyopet vertrieben. Bei der Überarbeitung zum neuen Modell bekam das Modell eckige Scheinwerfer und auch neue Stoßfänger. Der neu eingeführte Liftback sieht zwar der normalen Limousine ähnlich, doch hat dieser eine eigene Karosserie.

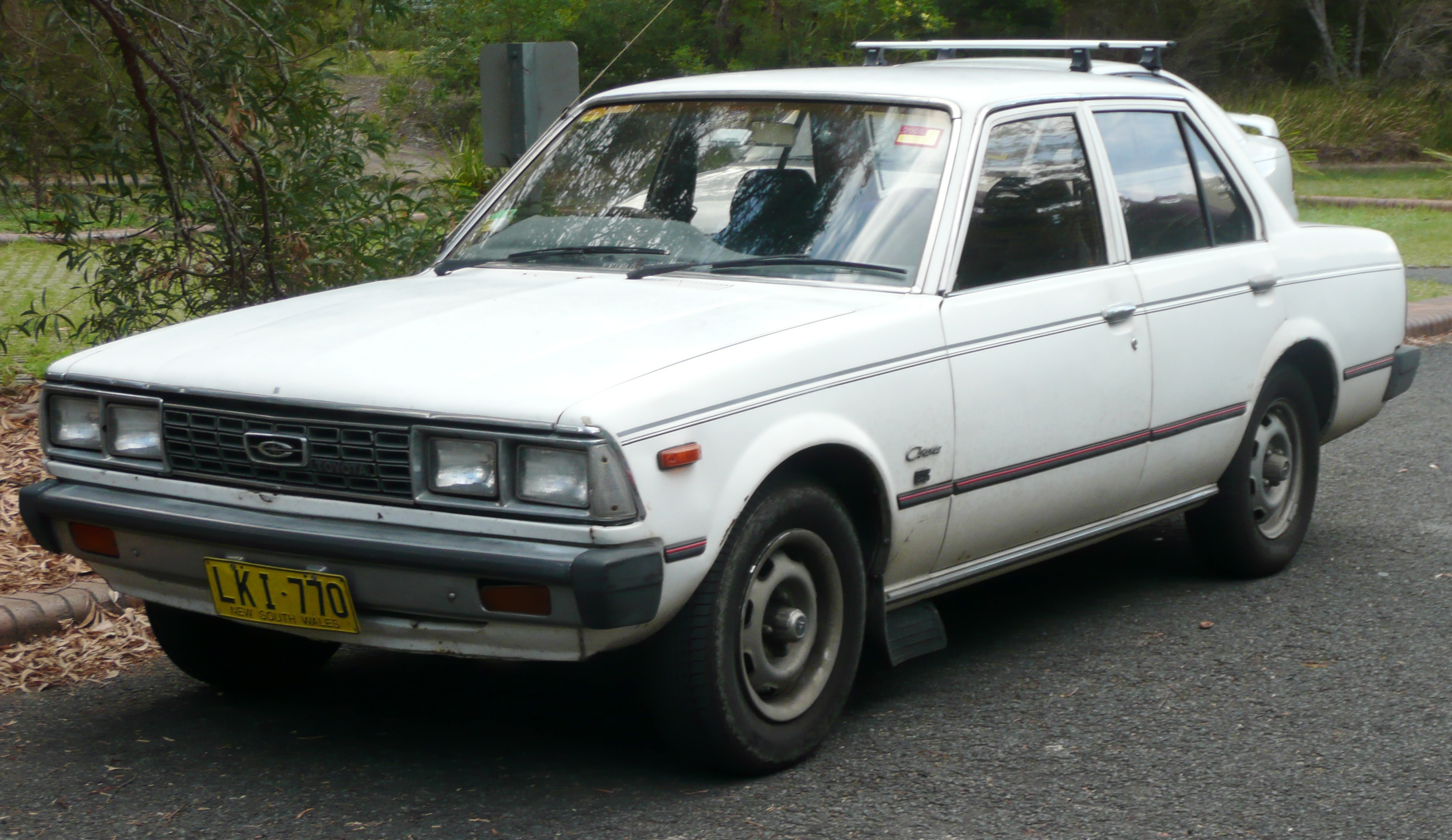
Toyota Corona CS

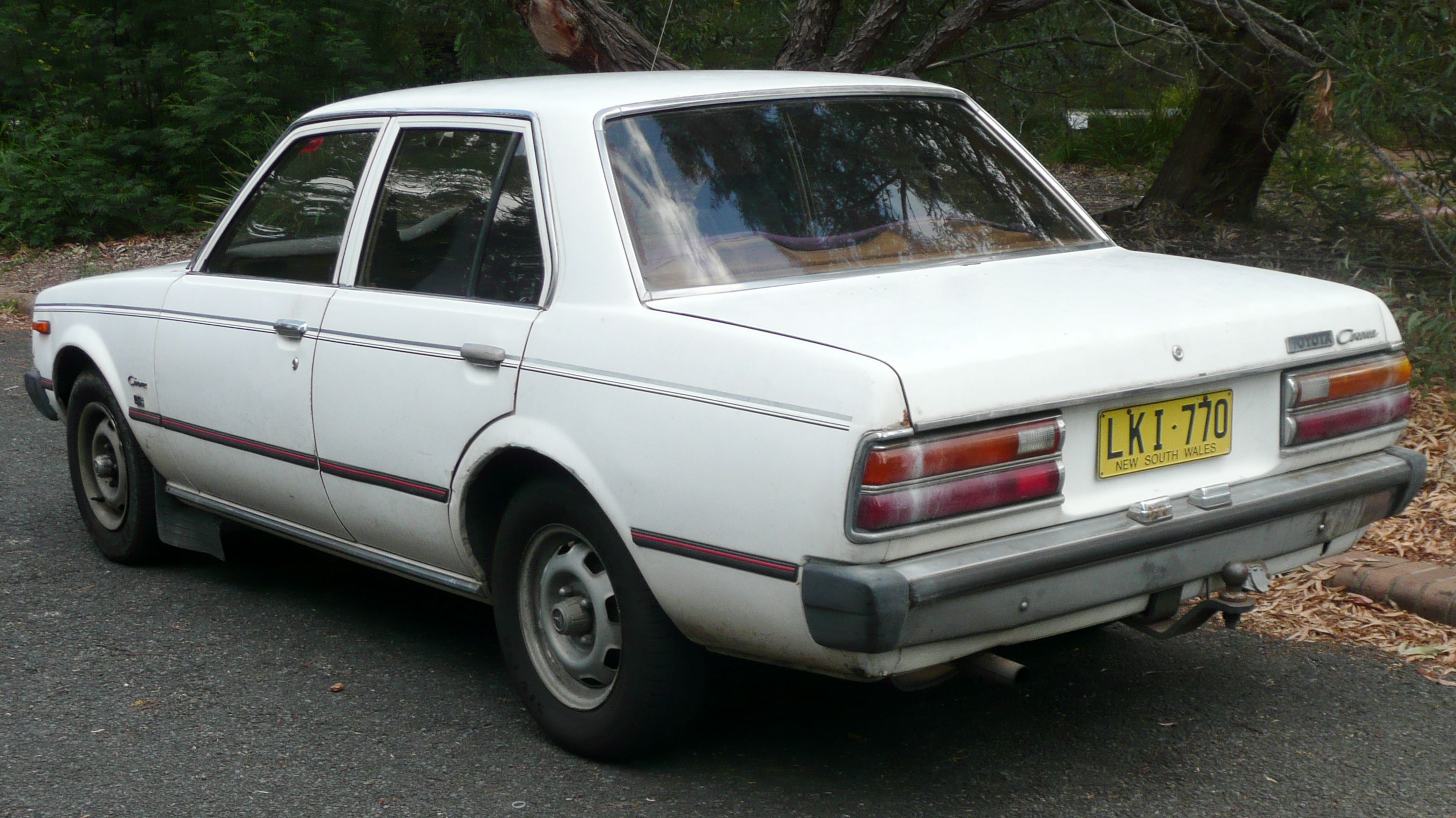
Toyota Corona CS

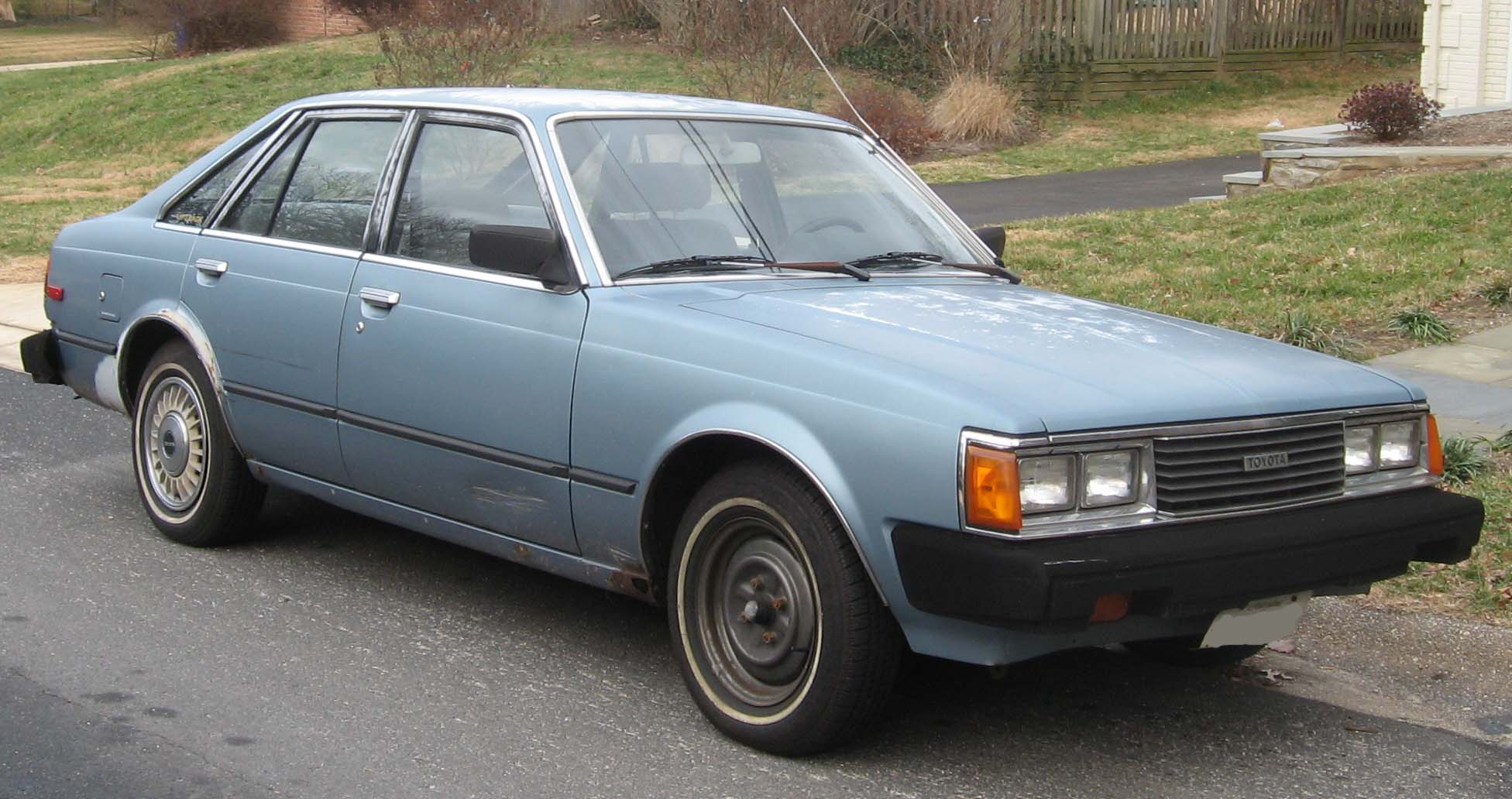
Toyota Corona Liftback Luxury Edition

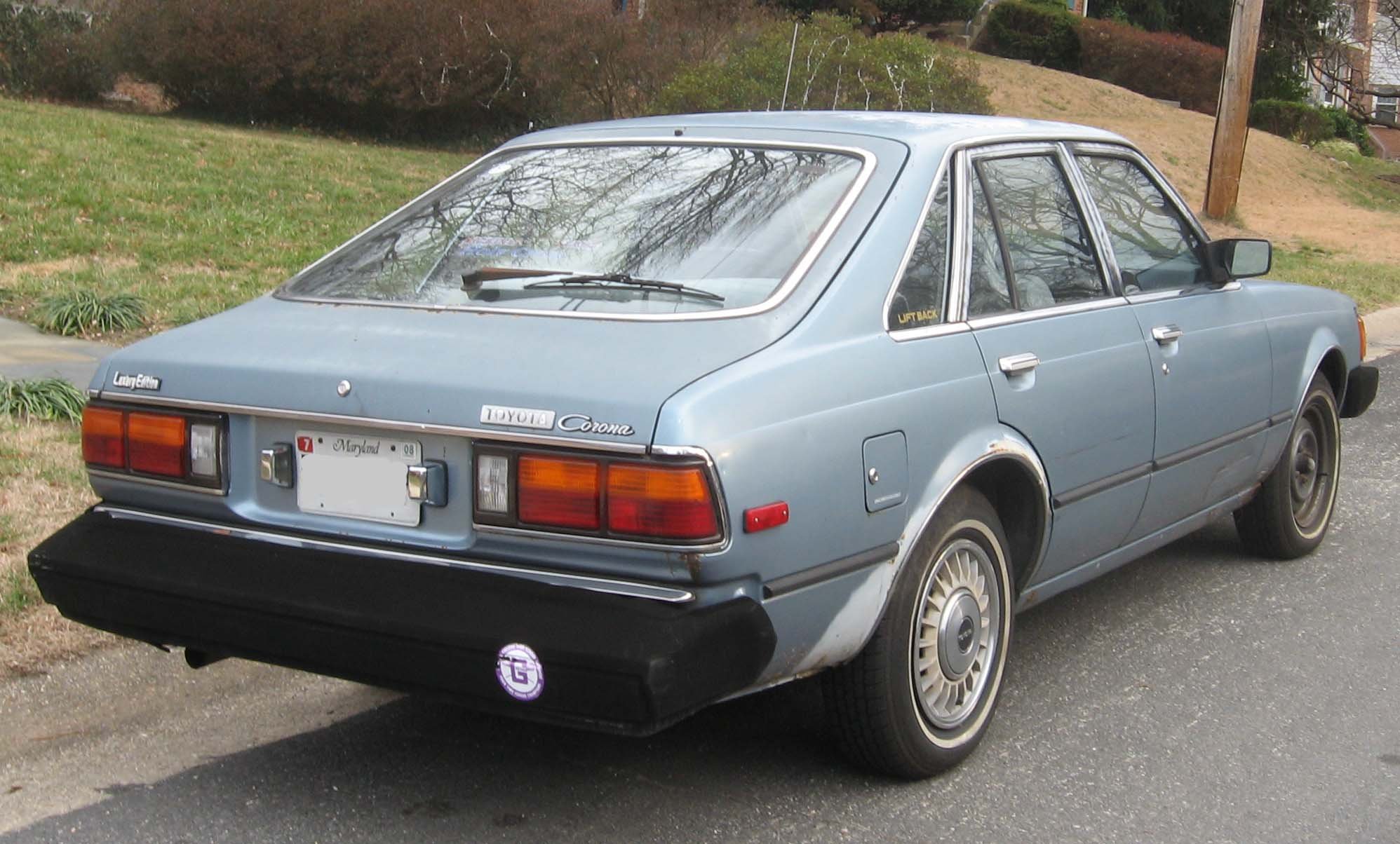
Toyota Corona Liftback Luxury Edition

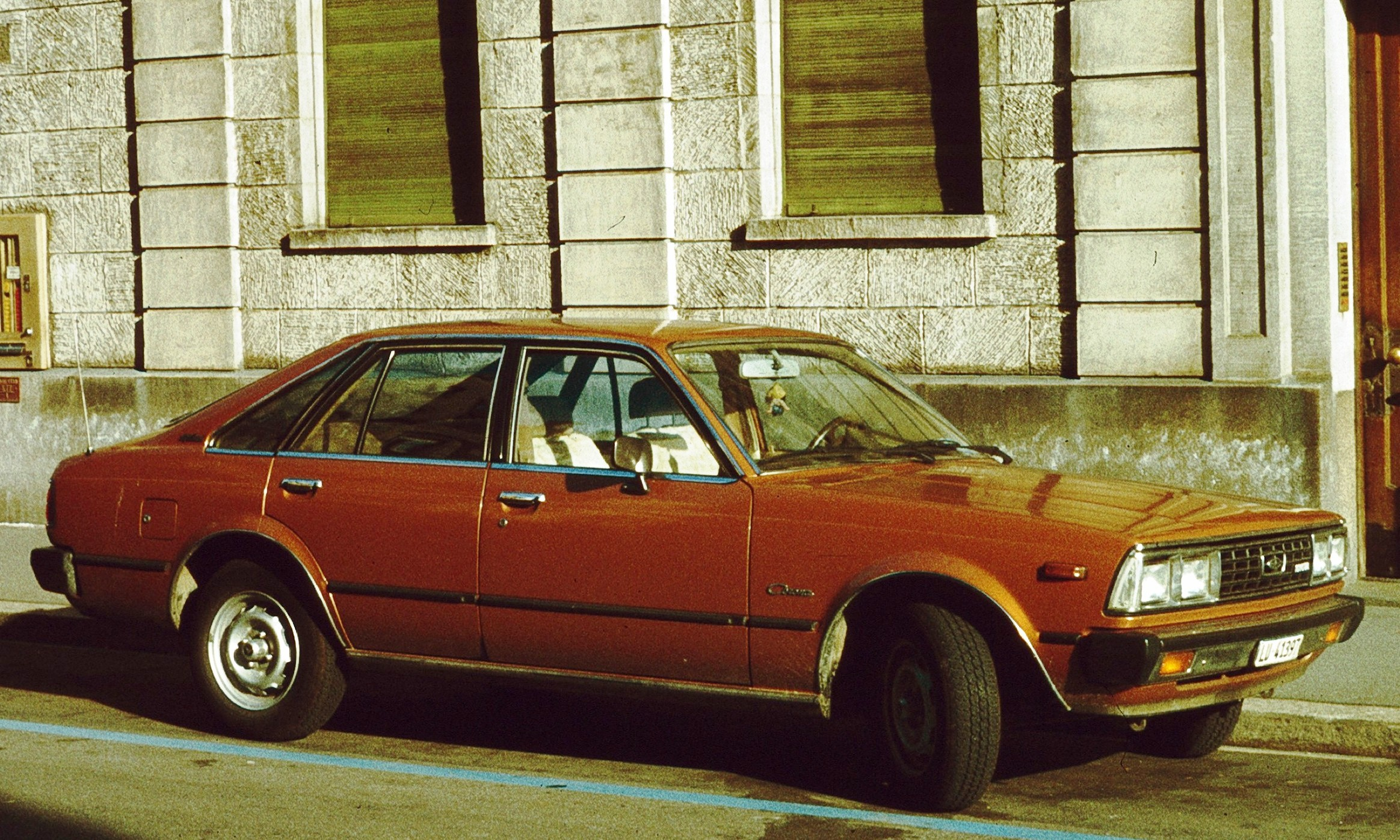
Toyota Corona Hatchback B

In der sechsten Generation hatte man den Corona nun auch das erste Mal außerhalb Japans gebaut. Mit CKD-Bausätzen ließ Toyota das Modell nun in seinen neuen Werkshallen in Altona, einem Vorort der australischen Stadt Melbourne, und der neuseeländischen Stadt Thames fertigen.
Motorenauswahl Japan:
- 1600 cm³ ⇒ 88 PS
- 1800 cm³ ⇒ OHC: 95 PS; DOHC: 105 PS
- 2000 cm³ ⇒ OHC: 105 PS; DOHC: 135 PS

Motorenauswahl Australien und Neuseeland:
- 1600 cm³ ⇒ 88 PS
- 1800 cm³ ⇒ OHC: 95 PS; DOHC: 105 PS (E-TT131)
- 1900 cm³ ⇒ Holden-Starfire-Motor mit 78 PS
- 2000 cm³ ⇒ OHC: 105 PS; DOHC: 135 PS
- 2200 cm³ ⇒ Holden-Starfire-Motor mit 104 PS

Wenige Monate nach Produktionsbeginn musste Toyota etwa 4000 Einheiten aufgrund Problemen mit der Hinterachse zurückrufen und behob dieses Problem. Einzige Fahrzeuge ohne diesen Mangel waren die LPG-Modelle. Einige Einheiten bekamen daraufhin sogar neue Bremskraftverstärker eingebaut, die ebenfalls nun in der Serienfertigung übernommen wurden. Der 2000CX wurde des Weiteren mit einem 4-Gang-Automatikgetriebe ausgestattet.
Im August 1979 bekam der Corona ein einheitliches Toyota-Emblem. In Japan wurde bis dahin mischweise das Corona-Logo oder der Toyopet-Schriftzug verwendet. Wenige Tage danach wurden die 1800SL-Einheiten mit Automatikgetriebe ausgestattet. Weiterhin bekam die 1800-Serie als Standard eine Servolenkung eingebaut.
Am 25. Jahrestag der DX-Limousine (Deluxe; März 1981), nahm sich Toyota kleine Verbesserungen an den Fahrzeugen vor. Zur gleichen Zeit wurde das neue Corona-Spitzenmodell, der Corona 2000GT präsentiert. Dieser ging jedoch erst im Juli 1981 in Serienproduktion.

### Toyota Corona (CT141/T140/T150/T160)

#### Toyota Corona (CT141/T140/T150)
Die siebente Generation des Corona wurde im Januar 1982 eingeführt. Doch ein Jahr später spaltete sich die Corona-Modellserie in zwei Lager.

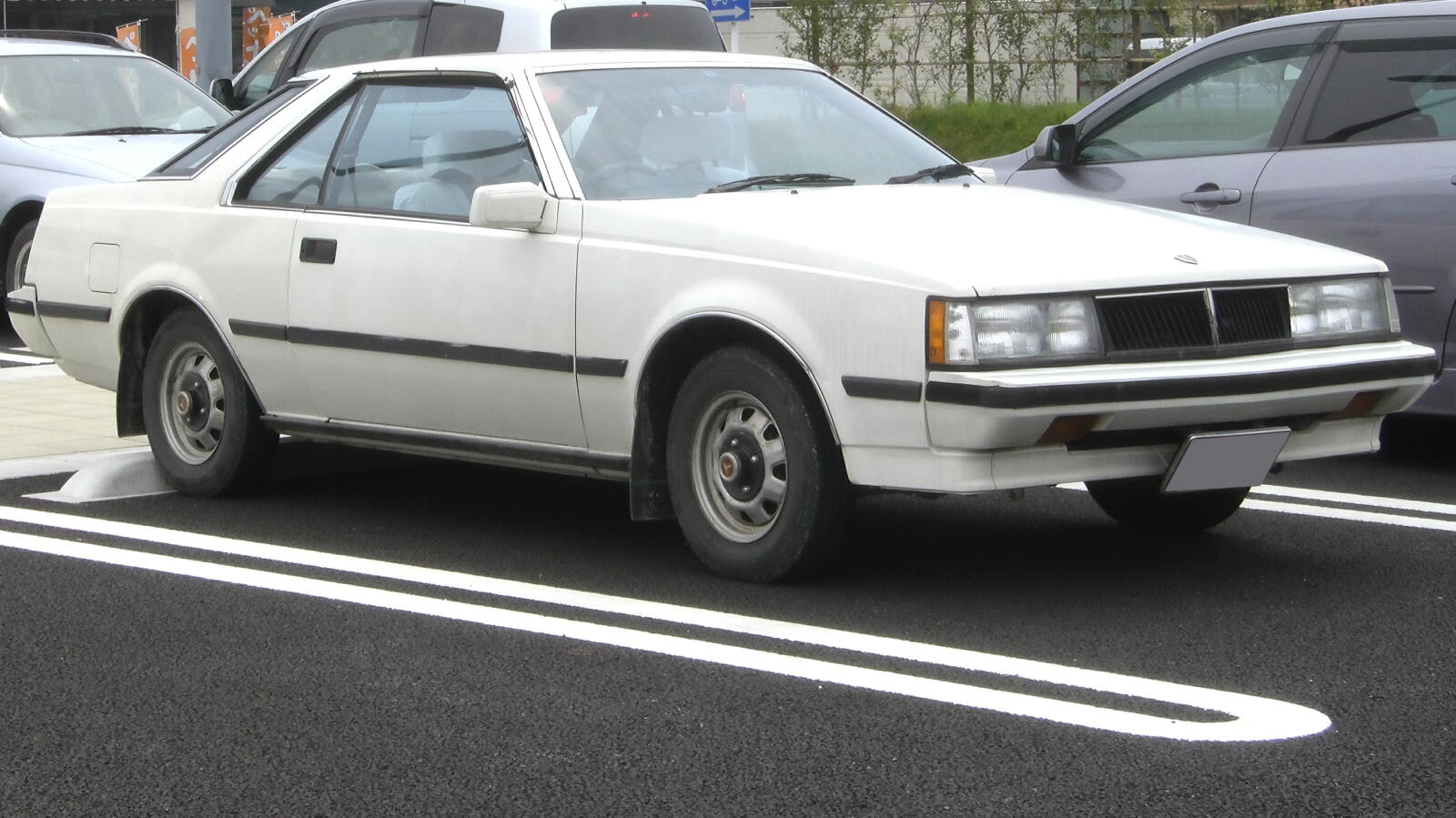
Toyota Corona Hardtop 2000GT

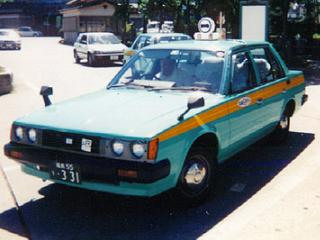
Toyota Corona 1600GS Taxi LPG

Im Oktober wurde der Modellreihe das Sportmodell Corona 2000GT, die nun über einen 18R-GEU mit etwa 1800 cm³ verfügte, hinzugefügt. Auf den meisten ausländischen Märkten wurde für den 2000GT allerdings der 3T-GTEU mit 118 kW (160 PS) eingesetzt, da der 18R-GEU nicht den dortigen Bestimmungen entsprach.
Das Taximodell mit der eigenen Generationbezeichnung CT141 war zunächst nur mit Dieselmotoren erhältlich. Eine Flüssiggasversion kam erst im Dezember 1982 in den Handel. Der Toyota Corona konnte mit dem System Back Sonar ausgestattet werden und war damit das erste Auto mit einer Ultraschall-basierten Einparkhilfe.
Toyota bescherte im Oktober 1983 auch für die restlichen Corona-Modelle neue Motoren. So erhielten der 12T-J und der 5K-J Einzug in die Motorenauswahl.
Diese Modelle wurden zumeist auf dem heimischen und australischen Markt verkauft. Für die restlichen Märkte blieben zumeist die älteren Motoren erhalten. Der 1600GT bekam derweil standardmäßig den 4A-GEU verpasst. Die neuen Corona GT-R-Versionen hingegen wurden überdies mit einem Sportpaket ausgerüstet. Auch das Interieur wurde vollkommen überarbeitet, sodass sich die neuen Topmodelle von den restlichen Modellvarianten abhoben.
Am 2. August 1985 schaffte Toyota das Hardtop-Modell ab und ersetzte es, indem die GT-R-Serie erweitert wurde. Nach einem bislang schleppenden Verkauf der GT-R-Modelle änderte Toyota die Heckleuchten, Kühlergrill und die Frontpartie, die das Modell sportlicher wirken ließ.
Im Dezember 1986 änderte die Toyota Motor Corporation das Taxi (CT141) ab. Änderungen wurden an den Türverkleidungen und an der Frontpartie durchgeführt. Eine Neuerung im Programm war nun auch der Corona Taxi A60 mit einem Ottomotor (Super). Im Vergleich zur Diesel- und der LPG-Version war der neue A60 um 140 mm gekürzt. Die C-Säule hingegen wurde um 40 mm nach hinten verlegt, sodass der Fahrgast einen größeren Fußraum hatte. Auch bei der Dieselvariante gab es eine Änderung. Diese erhielt den neu entwickelten 1C-2C-Motor. Die Kombivariante bekam den etwas stärkeren 1C-Motor.
Ein Jahr später wurde die Produktion des Taximodells im Dezember eingestellt. Im November 1991 ist auch die Dieselvariante eingestellt wurden. Nur noch die Limousine befand sich noch bis 1998 unverändert in Produktion. In Australien und Neuseeland wurde die Modellgeneration bereits 1987 aufgegeben.

#### Toyota Corona (T150/T160)
In Australien und Neuseeland als T150 und siebte Generation gebaut, war es in Japan als T160 bereits offiziell die achte Generationsstufe. Für das neue Modell wurde von Giorgio Giugiaro eine vollkommen neue Karosserie entwickelt. In Europa wurde das Modell durch das in Spanien und Großbritannien gebaute Schwestermodell Toyota Carina II vertreten. In Südafrika und Südamerika wurde das Modell als eine Version des Toyota Corolla gefertigt.
Standardmäßig trieb ein 1S-LU-Motor mit etwa 1800 cm³ Hubraum und einer Leistung von 140 PS den neuen Corona an. Im November 1983 folgten schließlich der 1S-ELU (1800 cm³) und der 1S-ILU (1800 cm³). Für die Dieselvarianten standen von nun an ein 3A-LU und ein 2C-L mit jeweils 2000 cm³ Hubraum.
Im August 1985 wurden im Innen- und Außenbereich leichte Änderungen durchgeführt. Daraus resultierten auch neue Modelle. Dies war der Corona 2.0GT mit einem 3S-GELU-Motor und der Corona 2.0GT-R mit dem 2.0GT-R-Motor. Die SX-Modelle wurden währenddessen mit dem 1S-ELU als Standard ausgestattet. Die R-Modelle hingegen bekamen den E-ST160. Beide Motoren standen bei der neu eingeführten SX-R-Modellversion zur Auswahl.
Im Dezember 1987 wurde die Produktion des Corona T160 eingestellt und vom Nachfolgermodell Corona EXiV abgelöst. In Altona und Thames wurde das Modell noch bis 1989 weitergebaut und durch die achte (in Japan bereits neunte) Generation ersetzt.

### Toyota Corona (T160/T170)
Mit der Ablösung der T140/T150-Generation gab Toyota die Sportmodelle der Corona-Modellserie bis auf das Coupé Corona GT-R ganz auf. Schwestermodelle des Corona T160/T170 sind wie zuvor der südafrikanische Toyota Corolla und der Toyota Carina II.

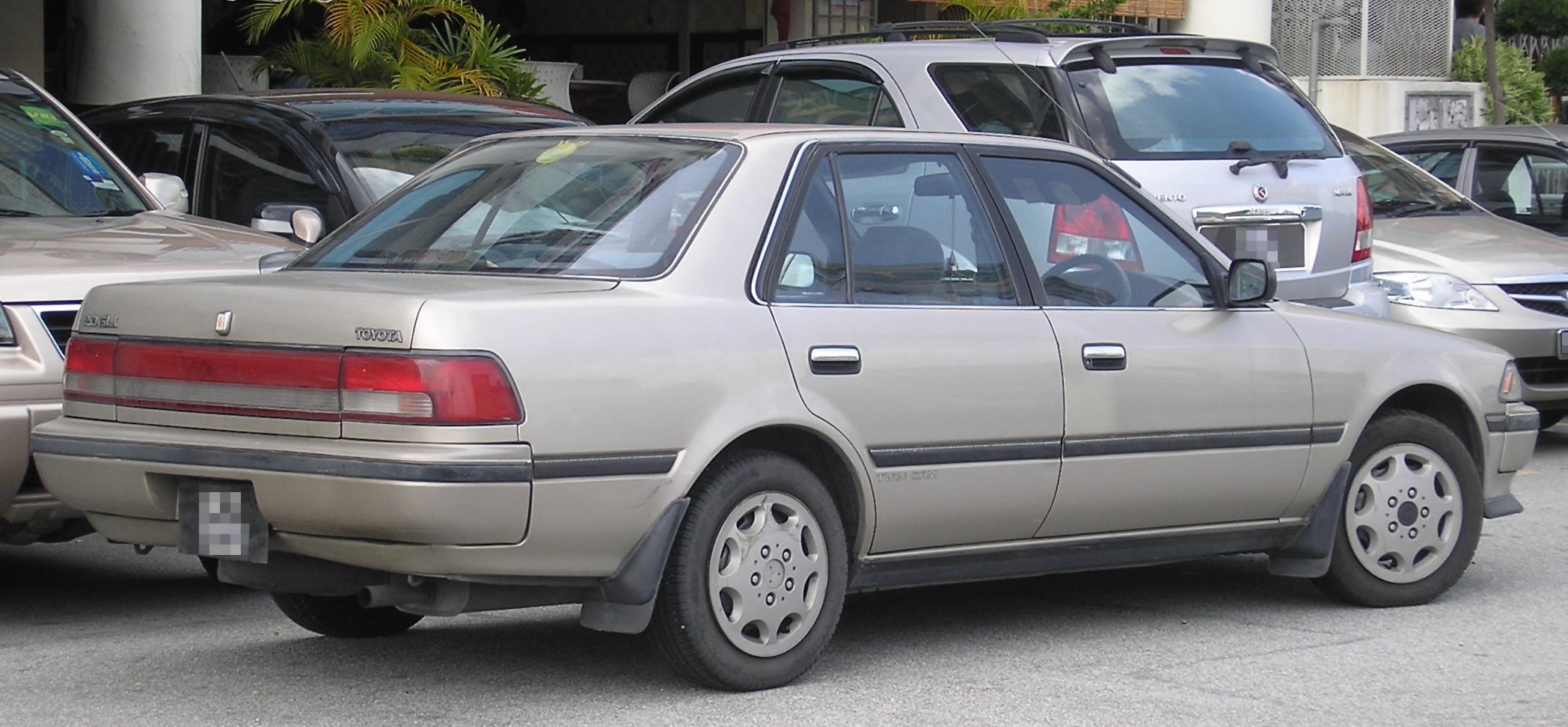
Toyota Corona 4-DOOR 2.0 GLA

Käufer des Corona T170 hatten die Wahl zwischen der viertürigen Limousine, der fünftürigen SF-Version, dem Kombi sowie dem GT-R.
Folgende Motoren standen zur Auswahl:
- 1,5 L 3E (Benziner; Kombiversion)
- 1,5 L 5A-F (Benziner oder Diesel)
- 1,8 L 3S-FE (Benziner oder Diesel)
- 2,0 L 2C (Benziner oder Diesel)
- 2,0 L 3S-GE (Benziner)

Im März wurden dem Modellprogramm der Corona 4-DOOR GT, Corona Liftback GT und der Corona SF-GT hinzugefügt. Ein Sportpaket gab es optional.
Eine weitere Änderung folgte im August 1988, indem Toyota nun als Standard den Allradantrieb in die Stufenhecklimousinen einbaute. Ebenfalls den Stufenheckmodellen war der neue 4A-FE mit einem Hubraum von etwa 1,6 L vorbehalten.
Im November 1989 wurde der Frontgrill mit horizontalen Streben in einen Frontgrill mit vertikalen Streben abgeändert. Die GT- und GT-R-Modelle bekamen einen Grill mit verchromtem Gitterraster. Des Weiteren wurden die Heckleuchten in eine durchgängige Heckleuchtenleiste geändert. Der Platz für das Nummernschild musste auf Grund dieser Änderung in den hinteren Stoßfänger eingearbeitet werden.
Zur gleichen Zeit bekamen die GT-Modelle weitere Motoren:
- 1,5 L 4S-FE (Benziner)
- 1,8 L 5A-FE (Benziner)
- 2,0 L NIES EFi mit 165 PS (Super bleifrei)

Zur Feier des zehnmillionsten Corona im Mai 1990 brachte die Toyota Motor Corporation den speziell für den japanischen Markt konzipierten Toyopet Corona Super Roomy heraus. Das Sondermodell war auf 500 Einheiten limitiert und schnell vergriffen. Das Grundmodell des Super Roomy war um 210 mm verlängert. Die meisten Modelle wurden allerdings auf Wunsch der Kunden zu Stretchlimousinen umgebaut.
Die Produktion der Baureihe endete im Februar 1992. Der Kombi wurde vom Caldina abgelöst.

### Toyota Corona (T190)

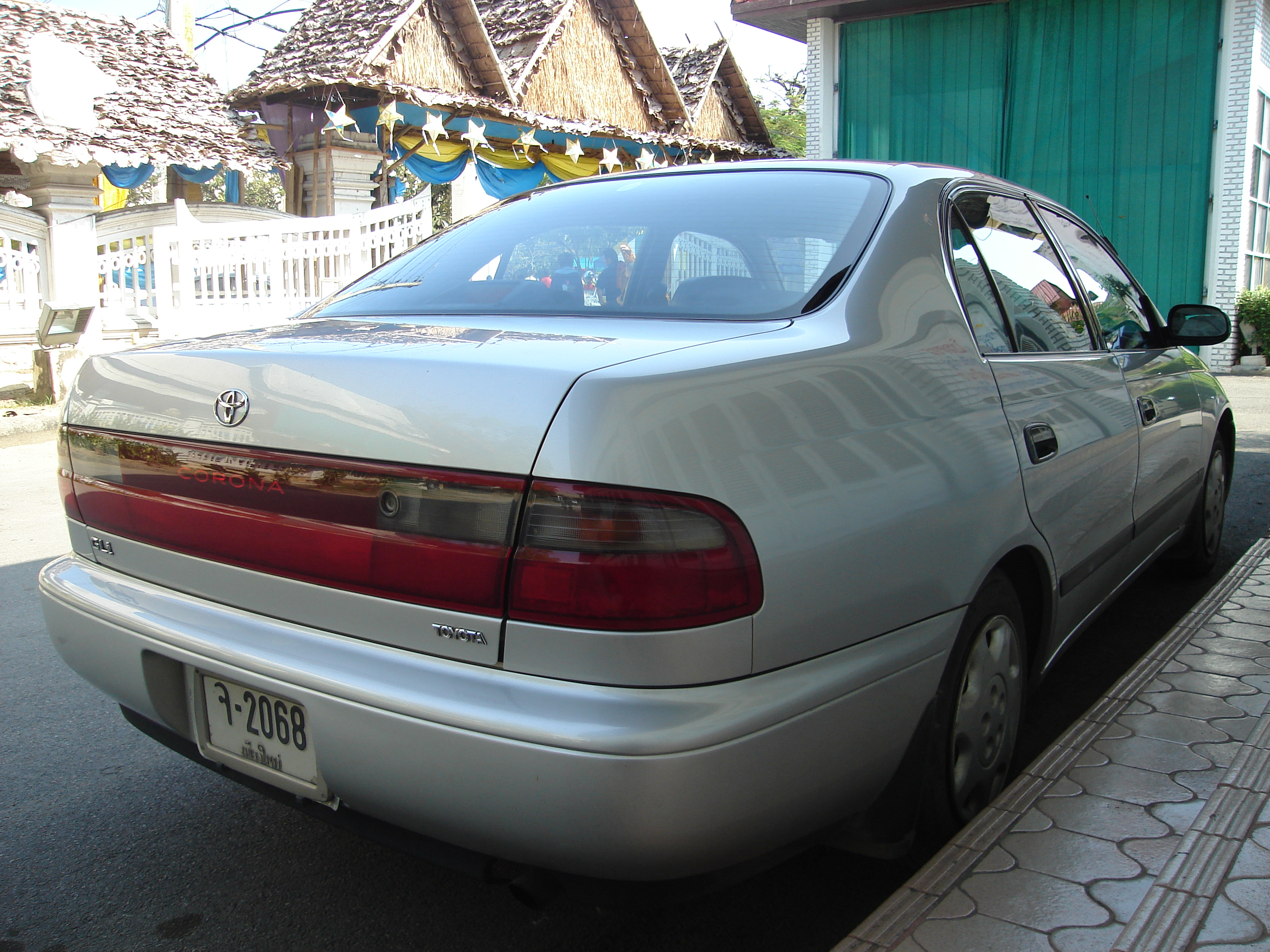
Toyota Corona 4-DOOR EX 2.0 GLA

Die zehnte Generation kam im Februar 1992 in den Handel. Einzige Versionen waren die vier- und fünftürige Stufenhecklimousine. Letztere trug ebenfalls wie beim Vorgänger die Bezeichnung SF für sensational feeling. Die GT-Modellserie sowie der GT-R wurde gestrichen. Ebenfalls der Kombi hatte sich nun in eine andere Modellserie verabschiedet. Schwestermodelle des Corona T190 liefen in Europa als Carina E, in Indonesien als Toyota Corona Absolute und in Thailand als Toyota Corona Exisor vom Band. In Spanien lief der Corona ohne Namensänderung vom Band und rangierte neben dem Carina E. In Südafrika hieß das Schwestermodell Toyota Corolla.
Modellübersicht:
- EX Sedan ⇒ 1.6 (Benziner); 1.8 (Benziner); 2.0 (Diesel 2WD/AWD)
- EX Limousine ⇒ 1.8 (Benziner); 2.0 (Benziner)
- GX ⇒ 1.6 (Benziner); 1.8 (Benziner); 2.0 (Diesel 2WD/AWD)
- Salon ⇒ 1.6 (Benziner); 1.8 (Benziner); 2.0 (Diesel AWD)

Im Februar 1994 nahm Toyota Änderungen an der Karosserie vor, um das Modell kostengünstiger zu machen. So wurde der Frontgrill in die Karosserie eingearbeitet, sodass dieser die Wagenfarbe zeigt. Ebenso wurde ein günstigerer Seitenaufprallschutz eingebaut. Im Januar 1996 lief die Produktion des Corona endgültig aus.

### Corona Premio (T210)
Parallel zur Ablösung des Carina E in Europa durch den Avensis wurde für den japanischen Markt der Corona Premio eingeführt. Er wurde von 1996 bis 2001 angeboten und dann vom Toyota Premio abgelöst.